# Себяки (озеро)
Себяки — проточное озеро в Красноярском крае России, располагается на севере Эвенкийского района, в восточной части плато Путорана, южнее озера Нёрангда.
Озеро Себяки вытянулось в широтном направлении, занимая межгорную ложбину на высоте 641 м над уровнем моря. Его площадь составляет 9,6 км², площадь водосборного бассейна — 772 км². Длина озера около 12 км, ширина варьируется от 325 м в самой узкой части до 2,5 км в западной части. На юго-западе из озера вытекает река Себяки, впадающая в Котуй. В озеро впадает река Нёрангда-Сэнэ, а также множество небольших рек и ручьёв: Федосия, Арбакун, Бороско-Юрях и другие.
Водоём находится на территории Путоранского заповедника. Берега крутые, местами заболоченные покрытые лиственницей.
Озеро богато рыбой, в нём обитают валёк, гольцы, пелядь, сиг (пресноводная жилая форма), чир (пресноводная жилая форма), ёрш, налим, окунь, ряпушка, хариус, щука.
Код водного объекта в государственном водном реестре — 17040200111117600000431.